# Francesco Gioia
Francesco Gioia (San Vito dei Normanni, 21 luglio 1938) è un arcivescovo cattolico italiano, dal 4 luglio 2016 presidente emerito della Peregrinatio ad Petri Sedem.

## Biografia
Nasce a San Vito dei Normanni, in provincia di Brindisi ed arcidiocesi di Brindisi-Ostuni, il 21 luglio 1938.
È ordinato presbitero il 29 giugno 1965 per l'Ordine dei frati minori cappuccini.

### Ministero episcopale
Il 2 febbraio 1990 papa Giovanni Paolo II lo nomina arcivescovo di Camerino-San Severino Marche; succede a Bruno Frattegiani, precedentemente dimessosi per raggiunti limiti di età. Il 5 aprile successivo riceve l'ordinazione episcopale, nella basilica di San Pietro in Vaticano, per imposizione delle mani dello stesso pontefice, co-consacranti gli arcivescovi Giovanni Battista Re e Justin Francis Rigali (poi entrambi cardinali).
Il 9 gennaio 1993 termina il suo incarico di arcivescovo di Camerino-San Severino Marche e l'8 luglio 1996 viene nominato segretario del Pontificio consiglio della pastorale per i migranti e gli itineranti, incarico che termina nel 2001.
Il 25 luglio 2001 viene nominato amministratore pontificio della basilica di San Paolo fuori le Mura, delegato pontificio per la basilica di Sant'Antonio di Padova e nel contempo presidente della Peregrinatio ad Petri Sedem. Il 31 maggio 2005, per disposizione del motu proprio L'antica e venerabile basilica di Benedetto XVI, essendo soppressa l'amministrazione pontificia della basilica di San Paolo, decade dall'ufficio di amministratore. Gli subentra, come primo cardinale arciprete di San Paolo, Andrea Cordero Lanza di Montezemolo.
Il 4 gennaio 2008 cessa di essere presidente della Peregrinatio ad Petri Sedem perché accorpata all'Amministrazione del patrimonio della Sede Apostolica.
Il 23 gennaio 2013 è nominato nuovamente presidente della Peregrinatio ad Petri Sedem per un triennio; il 22 luglio dello stesso anno gli succede come delegato pontificio per la basilica di Sant'Antonio di Padova il vescovo Vittorio Lanzani. Dal 4 luglio 2016 la Peregrinatio ad Petri Sedem viene nuovamente accorpata all'APSA e cessa di esserne presidente.

### Controversie e procedimenti giudiziari
Nel 1993 è stato richiamato in Vaticano dopo essere stato arcivescovo di Camerino-San Severino Marche a causa di un processo seguito alla denuncia di un giovane nei suoi confronti.
Nel 1999 ha preso a schiaffi in Vaticano un alto prelato che aveva parlato di lui nel suo libro Via col vento in Vaticano (Kaos, 1999) facendo allusioni a presunti procedimenti giudiziari per abusi.
Nel 2010 è stato querelato ad opera di due suore e una novizia verso le quali, a loro dire, il monsignore avrebbe esercitato pressioni per farle desistere da azioni legali nei confronti del convento di clausura che avevano abbandonato.
Nel 2013, secondo la stampa su diretta decisione del Papa, è stato costretto a lasciare l'incarico di custode della Basilica di Sant'Antonio di Padova in quanto indagato dalla Procura della Repubblica di Padova per abusi edilizi. La vicenda degli abusi immobiliari a fini speculativi suscitò molta eco nella stampa ed anche interrogazioni parlamentari.
Nel 2015 è stato coinvolto con ampia ricaduta sui media, senza essere iscritto nel registro degli indagati, nell'inchiesta cosiddetta Grandi Opere coordinata dalla Procura della Repubblica di Firenze. Secondo i magistrati, che hanno effettuato verifiche presso la sua abitazione e nei suoi conti bancari, avrebbe svolto il ruolo di presunto facilitatore nell'assegnazione di appalti, in cambio di posti di lavoro per i propri nipoti.

## Genealogia episcopale
La genealogia episcopale è:
- Cardinale Scipione Rebiba
- Cardinale Giulio Antonio Santori
- Cardinale Girolamo Bernerio, O.P.
- Arcivescovo Galeazzo Sanvitale
- Cardinale Ludovico Ludovisi
- Cardinale Luigi Caetani
- Cardinale Ulderico Carpegna
- Cardinale Paluzzo Paluzzi Altieri degli Albertoni
- Papa Benedetto XIII
- Papa Benedetto XIV
- Papa Clemente XIII
- Cardinale Enrico Benedetto Stuart
- Papa Leone XII
- Cardinale Chiarissimo Falconieri Mellini
- Cardinale Camillo Di Pietro
- Cardinale Mieczysław Halka Ledóchowski
- Cardinale Jan Maurycy Paweł Puzyna de Kosielsko
- Arcivescovo Józef Bilczewski
- Arcivescovo Bolesław Twardowski
- Arcivescovo Eugeniusz Baziak
- Papa Giovanni Paolo II
- Arcivescovo Francesco Gioia